# 広沢菊春 (3代目)
三代目 広沢 菊春 （ひろさわ きくはる、1980年8月28日 - ）は、浪曲師。本名∶下地 勇人。名跡「広沢菊春」の当代。妻は浪曲曲師の広沢美舟。日本浪曲協会、落語芸術協会、浪曲親友協会所属。

## 経歴
北海道河西郡芽室町出身。北海道帯広三条高等学校卒業。2004年1月ミチココシノヨーロッパオフィスに入社。
2011年に澤孝子に入門し、澤勇人（さわ はやと）を名乗る。2015年5月に年季明け。
2022年10月15日、浅草公会堂で行われた「豪華浪曲大会」において三代目広沢菊春を襲名した。あわせて妻の曲師である沢村美舟も慣例に伴い「広沢美舟」に改名した。
2023年7月、神田伯山が主任を務める落語芸術協会定席興行で新宿末廣亭に初出演。落語芸術協会所属であった二代目菊春以来59年ぶりの「広沢菊春」の末廣亭高座を務めた。以降も伯山主任の定席興行に出演していたが、2024年5月に玉川奈々福、国本はる乃とともに落語芸術協会の会員として加入した。芸協では三笑亭夢太朗門下として内輪に入っている。
2025年、天中軒雲月の推薦で浪曲親友協会に加入。

## 芸歴
- 2011年2月 - 澤孝子に入門、「勇人」を名乗る。
- 2015年5月 - 年季明け。
- 2022年10月 - 「三代目広沢菊春」を襲名。